# Pilotní díl
Pilotní díl (zkráceně pilot, v případě delší stopáže též pilotní film) je samostatný díl televizního seriálu, jehož účelem je prodej daného pořadu televizní stanici. V době vytváření je pilotní díl jeho tvůrci zamýšlen jako zkušební dílo, které má ukázat, zda může být zamýšlený seriál úspěšný, nebo nikoliv. Vedení televizních stanic následně využívá divácké testy, aby zjistilo, zda je premisa pilotního dílu a její zpracování lákavé pro diváky. V případě úspěšného pilotního dílu následně televizní stanice seriál objedná. Když je seriál nasazen do vysílání, je právě pilotní díl obvykle tou první úvodní epizodou, kterou diváci uvidí. Oproti zkušebnímu pilotnímu dílu se ten vysílaný může v různé míře odlišovat, což záleží na reakcích z diváckých testů a rozhodnutí stanice i samotných producentů. Pilotní díly, které neuspějí, již obvykle nejsou veřejně vysílány.
Jako backdoor pilot je označován díl v již vysílaném seriálu, který obsahuje nové prvky a postavy z dalšího zamýšleného seriálu. Jeho smyslem je představit divákům postavy ještě předtím, než se tvůrci rozhodnou, zda s nimi chtějí připravovat odvozený seriál ve formě spin-offu.